# 최강 로맨스
"최강 로맨스"는 2007년에 개봉한 대한민국의 영화이다. 이 영화는 총 129만명의 관객을 동원하며 그 해 개봉한 한국 영화 중 몇 안되는 손익분기점을 넘긴 영화 중 하나였다.

## 캐스팅
- 이동욱 : 강재혁 역
- 현영 : 최수진 역
- 이정헌 : 소동준 역
- 전수경 : 오동숙 역
- 정재진 : 조 반장 역
- 김재만 : 주석태 역
- 김승민 : 모두현 역
- 주석태 : 박장석 역
- 이명진 : 한지원 역
- 김민규 : F1 역
- 주상욱 : 김종혁 역
- 황효은 : 선미 역
- 정인기 : 신문사 팀장 역
- 정형석 : 담당교관 역
- 하덕성 : 신문사 경비 역
- 최민금 : 청소 아줌마 역
- 조승연 : 운동권 남학생 역
- 손영순 : 동준 노모 역
- 김원배 : 경찰과장 역
- 우경진 : 수진 친구 2 역
- 이설아 : 화인걸스 1 역
- 김병선 : 화인걸스 2 역
- 이맑음 : 화인걸스 3 역
- 장현성 : 김치곤 역
- 이종수 : 교통경찰관 역
- 조상기 : 에필로그 범인 대역 역
- 황석정 : 여작가 역
- 이정학 : 택시기사 역 (특별출연)
- 이유신 : 여자PD 역 (특별출연)
- 이유정 : 홍콩녀대모 역 (특별출연)
- 김학규 : 재키 역 (특별출연)
- 오용 : 신문사신입기자 역 (특별출연)
- 채윤서 : 혜련 역 (특별출연)
- 이윤회 : 홍콩녀 역 (특별출연)